# فريس أوكندو
فريس أوكندو (بالإنجليزية: Fres Oquendo)‏ مواليد 1 أبريل 1973 في بورتوريكو، هو ملاكم بورتوريكي يصنف ضمن فئة الوزن الثقيل بدأ مسيرته الاحترافية سنة 1997 حيث انتصر في نزاله الأول.

## المسيرة الاحترافية
من نزالاته:
- خسر أمام روسلان تشاجايف (2014/06/07).
- خسر أمام أوليفر ماكول (2010/12/07).
- خسر أمام جان مارك مورميك (2010/05/06).
- انتصر على بروس سيلدون بالضربة القاضية (2009/07/24).
- خسر أمام جيمس توني (2008/12/13).
- انتصر على إليسير كاستيلو (2007/07/20).
- خسر أمام إيفاندر هوليفيلد (2006/11/10).
- خسر أمام جون رويز بالضربة الفنية القاضية (2004/04/17).
- خسر أمام كريس بيرد (2003/09/20).
- انتصر على موريس هاريس بالضربة القاضية (2003/03/01).
- انتصر على ديفيد إيزونريتي بالضربة الفنية القاضية (2001/12/01).
- انتصر على كليفورد إتيان بالضربة الفنية القاضية (2001/03/23).

## إحصائيات
خاض خلال مسيرته 45 نزالا، فاز في 37 ولم يتعادل وخسر في 8. فاز بالضربة القاضية في 24 نزالا.

## روابط خارجية
- فريس أوكندو على موقع بوكس ريك (الإنجليزية) (registration required)